# تشونغ جونغ-دي
تشونغ جونغ-دي (هانغل: 정용대) هو لاعب كرة قدم كوري جنوبي في مركز الوسط، ولد في 4 فبراير 1978 في ناغويا في اليابان. لعب مع بوهانغ ستيلرز وسيريزو أوساكا وكاواساكي فرونتال ونادي يوكوهاما وناغويا غرامبوس وهوكايدو كونسادول سابورو.

## وصلات خارجية
- تشونغ جونغ-دي على موقع رابطة كرة القدم اليابانية للمحترفين (اليابانية)
- تشونغ جونغ-دي على موقع قاعدة بيانات كرة القدم.إي يو (الإنجليزية)
- تشونغ جونغ-دي على موقع Soccerway.com (الإنجليزية)